# Seidenindustrie in Gersau

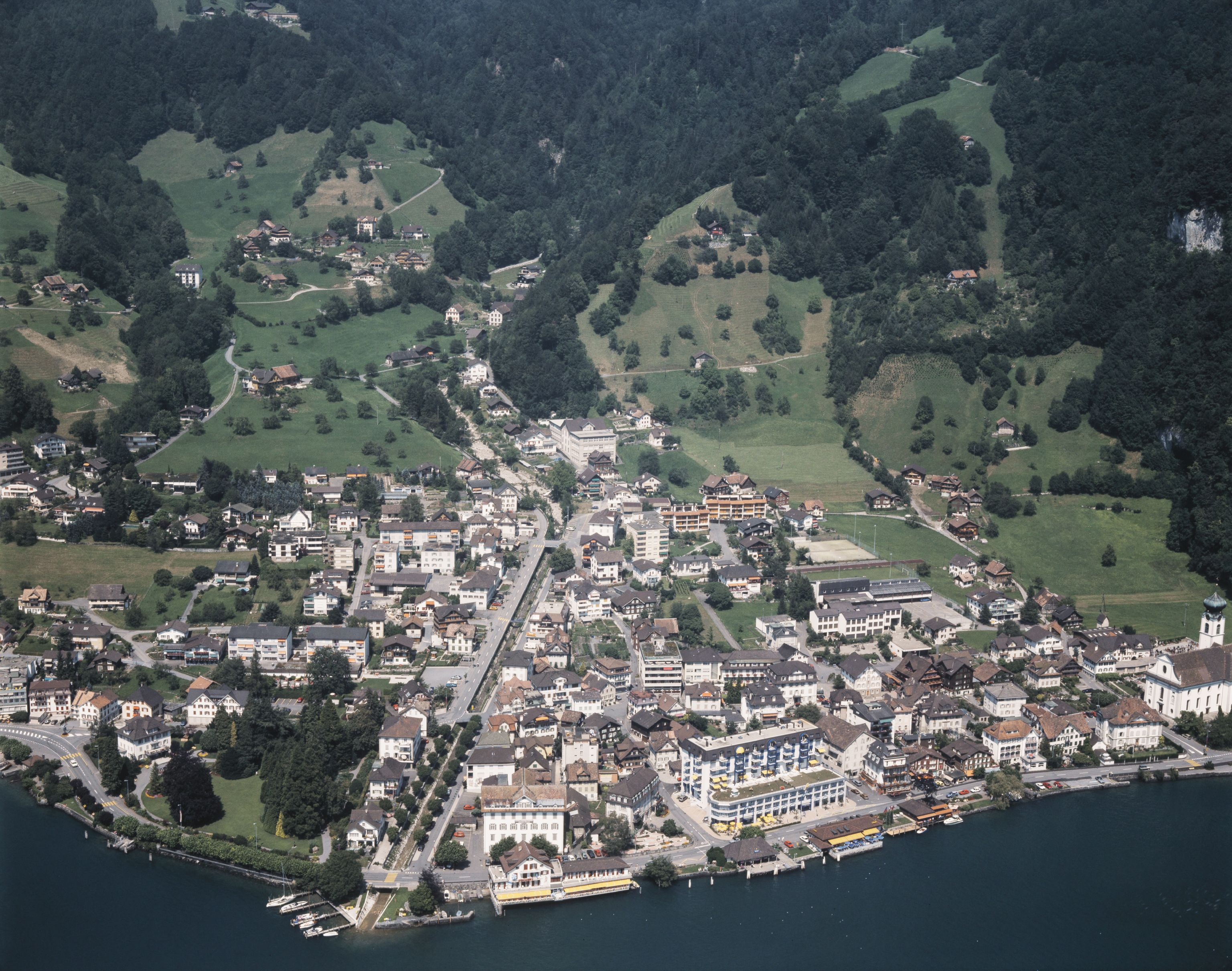
Gersau: am Dorfbach die mittlere Fabrik und die ehemalige Seefabrik

Die Seidenindustrie in Gersau war im 18. Jahrhundert Schrittmacherin der Industrialisierung im Schweizer Kanton Schwyz. Dabei stand die Schappe- oder Florettseidenverarbeitung im Vordergrund, die sich in Gersau bis heute behaupten konnte.

## Geschichte
Die Seidenproduktion wurde in der Schweiz im 16. Jahrhundert eingeführt und blieb hier lange eine der wichtigsten (Proto)-Industrien. In der Innerschweiz fasste sie vor allem in Gersau Fuss, das sich im Laufe des 18. und 19. Jahrhunderts zum führenden Standort für die Produktion von Seidengarn entwickelte.
Gersaus Entwicklung zum Seidenproduktionsort hing eng mit dem Aufstieg der Zürcher Seidenindustrie zusammen. Zürich entwickelte sich seit dem 16. Jahrhundert als Verteilzentrum für importierte Rohseide aus Spanien und Italien, die nach ihrer Verarbeitung zu Seidengarn nach Basel, Frankreich, Österreich, Deutschland und England exportiert wurde. Da die Bevölkerung auf der Zürcher Landschaft bereits mit der Baumwollindustrie ausgelastet war, weiteten die Zürcher Textilproduzenten im 18. Jahrhundert ihr Rekrutierungsgebiet für Arbeitskräfte auch in die Innerschweiz aus, wo in kleinen ländlichen Familienbetrieben Seide gekämmt und gesponnen wurde. 
Günstige Standortfaktoren von Gersau waren die verkehrs- und energiegünstige Lage am Vierwaldstättersee. In Flüelen wurde die von Italien über den Gotthard kommende Rohware verschifft und erreichte Gersau auf dem Wasserweg, auf dem auch die fertige Ware transportiert wurde. Die mächtigen Rigibäche werden bis heute für die Energiegewinnung für die Seidenspinnerei genutzt. 
Die Gersauer hatten sich vor allem auf das Seidenkämmen spezialisiert. Die Gersauer Fergger, welche für die Anlieferung und Verteilung der Rohseide an die Heimarbeiterhaushalte und die Auslieferung der gekämmten Seide an Spinnereien in Schwyz und an Standorte ausserhalb des Kantons zuständig waren, wie auch die mit dem Kämmen der Seide beschäftigten Heimarbeiterfamilien wurden wegen ihrer Ehrlichkeit und ihres Fleisses geschätzt. In der Blütezeit der Seidenindustrie liessen die Gersauer Seidenfirmen die Seide auch im benachbarten Vitznau und Weggis kämmen, wo die Seidenindustrie jedoch nie richtig Fuss fassen konnte. Obwohl in Krisenzeiten als Nebenverdienst geschätzt, stiess die Heimarbeit auf Ablehnung, sobald sich die Zeiten für die landwirtschaftliche Produktion wieder besserten und die landlosen Bewohner von den Bauern als billige Arbeitskräfte benötigt wurden.

### Verlagssystem

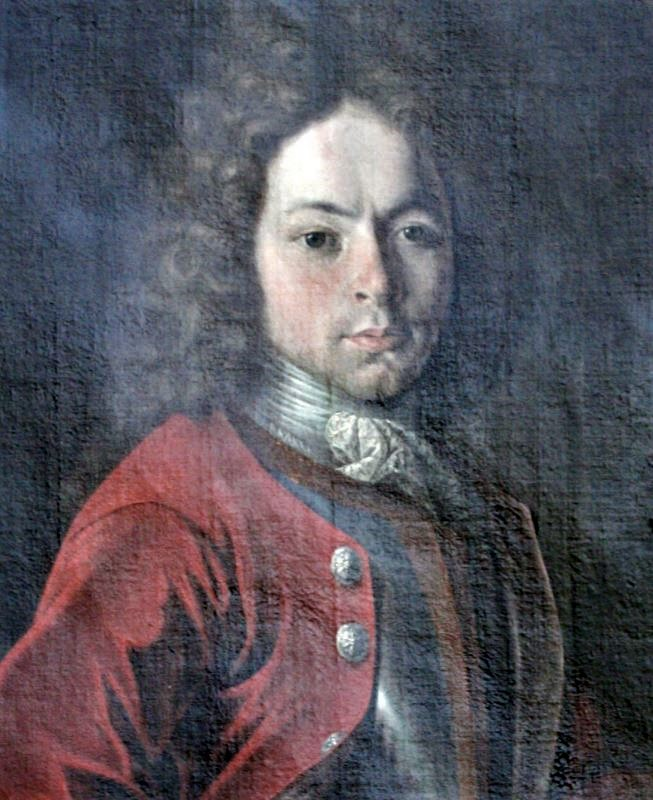
Josef Augustin Reding

Augustin Reding gründete 1728 in Schwyz einen Verlag zur Fabrikation von Florettseidengarn. Damit wurde er zum «Stammvater» der Schappeverarbeitung im Stand Schwyz. 1730 genehmigte der Rat der Republik Gersau Melchior Rigert, einem Fergger von Augustin Reding, auf der Bachstatt am See Seide zu fäulen (Mazeration zerstört den Seidenleim) und zu waschen. Vermutlich wählte Reding Gersau, weil es verkehrsgünstiger lag als Schwyz. 
Um 1730 arbeiteten bis zu sieben Gersauer als Fergger für auswärtige Verleger wie Augustin Reding (Schwyz) oder Heinrich Imbach (Luzern). So lernten sie das Seidengewerbe gründlich kennen, was ihnen den Schritt zum selbstständigen Seidenverleger ermöglichte. 
Johann Anton Küttel (1725–1808) wurde 1760 der erste Gersauer Verleger (Firma «Johann Anton Küttel & Co.»). Er wurde von seinem Stiefbruder, dem Einsiedler Stiftstatthalters und späteren Fürstabt Beat Küttel unterstützt. 

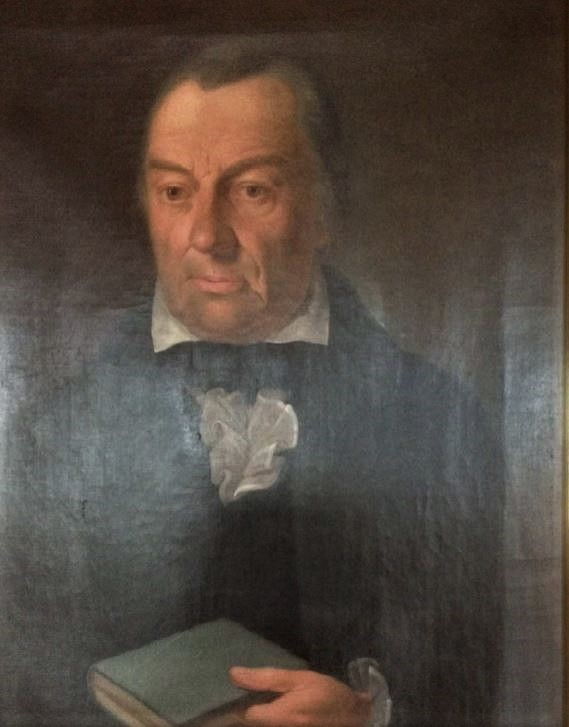
Josef Maria Anton Camenzind

Das zweite Verlagshaus wurde 1771 von Landschreiber Andreas Camenzind (1706–1772) gegründet (Firma «Andreas Camenzind & Sohn»), dessen Sohn Josef Maria Anton Camenzind (1749–1829) es zur Blüte brachte und reichster Seidenherr wurde.

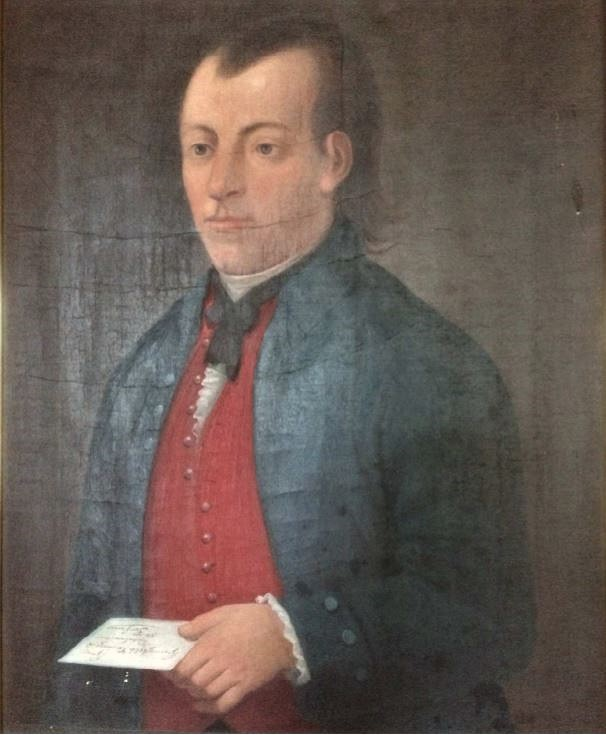
Johann Melchior Camenzind

Das dritte Verlagshaus wurde 1773 von Johann Melchior Camenzind (1730–1776) gegründet (Firma «Johann Melchior Camenzind & Sohn»). Es war der Schwager von Johann Anton Küttel und Teilhaber der «Johann Anton Küttel & Co.», mit dem er sich 1773 überwarf. Das Unternehmen gedieh unter der Leitung des Sohns Johann Caspar Camenzind (1754–1831) und war am Ende des 18. Jahrhunderts das grösste Verlagshaus der Innerschweiz.
Die Gersauer Seidenherren verschafften Menschen in einem grossen Einzugsgebiet (Gersau, das Alte Land Schwyz, die Region Einsiedeln, das Engelbergertal sowie Dörfer in den Kantonen Uri und Zug) Arbeit und Einkommen. Im späten 18. Jahrhundert waren das zwischen 9'000 bis 10'000 Personen. 
Die drei Gersauer Seidenhäuser waren in der zweiten Hälfte des 18. Jahrhunderts erfolgreich, worauf ihre herrschaftlichen Wohnhäuser und die vererbten Vermögen hindeuten: Georg Küttel, Mitbesitzer der Firma «Johann Anton Küttel & Co.» erbaute 1782 den «Hof», Johann Melchior Camenzind, der Inhaber der Firma «Johann Melchior Camenzind & Sohn» errichtete 1776 das «Grosslandammannhaus», und Josef Maria Camenzind, Mitbesitzer der Firma «Andreas Camenzind & Sohn» war der Bauherr der «Villa Minerva». 
Im späten 18. Jahrhundert wurde eine Debatte über Vor- und Nachteile der Heimarbeit geführt. Für Gersau hielt ein Bericht fest, dass die Seidenherren ohne Zweifel ihren Mitbürgern neue Nahrungsquellen verschafft hätten, welche seither die Volkszahl um beinahe einen Drittel vermehrt habe. Kritische Stimmen meinten, die in der Heimarbeit Beschäftigten würden sich dem Luxus ergeben und ihrer ursprünglichen Lebensweise immer mehr entfremden. Christoph Meiners, der in den 1780er-Jahren zweimal die Eidgenossenschaft bereiste, äusserte sich folgendermassen: 

«Dies Caffeetrinken und Calbfleischessen hat sich aus den Wohnungen und Werkstätten der Fabrikarbeiter in die Sennhütten auf den höchsten Alpen verbreitet, wo sich die Sennen statt des Ziegers und der Käsemilch, die vormals fast ihre einzige Nahrung war, mit dem köstlichsten Caffee und dem ausgesuchtesten Kalbfleisch und selbst mit Backwerk laben.»

### Mechanisierung
Die unruhigen Jahre der Helvetik setzten der Gersauer Florettseidenindustrie schwer zu. Gersau wurde militärisch besetzt und hatte Kontributionsleistungen zu tragen. Der Nachschub der Rohwaren stockte fast vollständig und die Verbindungen zu den Heimarbeitern und Abnehmern brachen ab. Dank dem politischen Engagement der beiden Verleger Josef Maria Anton Camenzind und Johann Caspar Camenzind konnte die Gersauer Seidenindustrie die schwierigen Jahre überstehen. Die beiden Verleger bekleideten Ämter und unterhielten gute Verbindungen zu den französischen Besetzern, was den Geschäftsbeziehungen zugutekam.

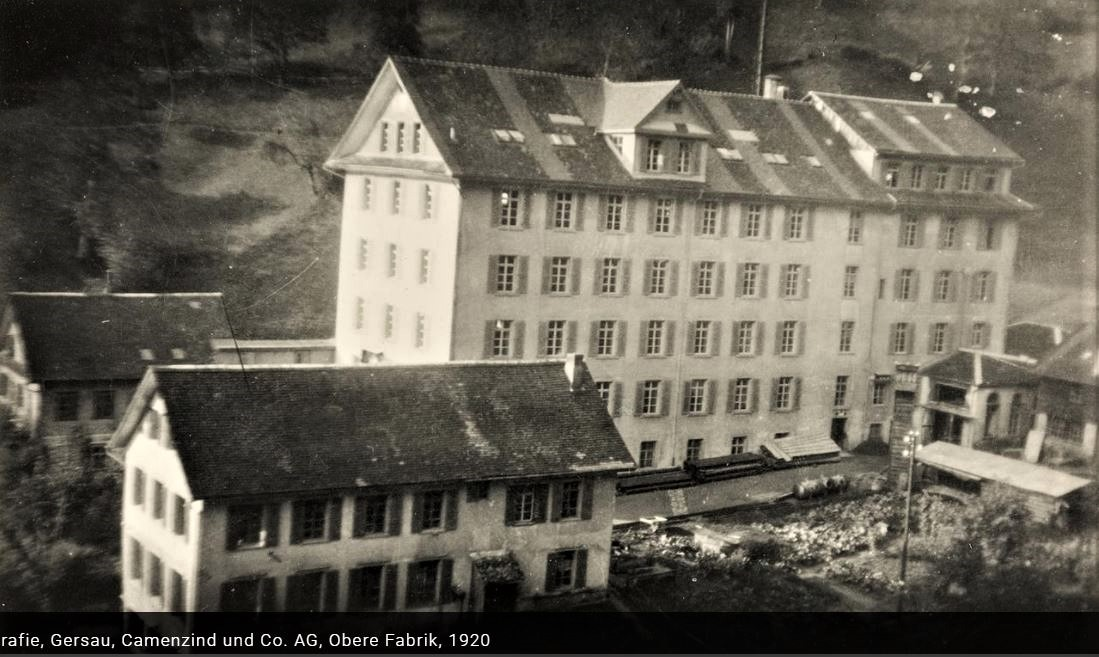
Obere Fabrik um 1920

Die Mechanisierung in den 1830er Jahren forderte auch von der Gersauer Seidenverlagsindustrie ihren Tribut. Nur das 1771 gegründete Unternehmen von Josef Maria Anton Camenzind konnte überleben. Die erste mechanische Spinnerei eröffneten Gersauer Unternehmer 1826 in Brunnen. 
Die erste mechanische Florettspinnerei in Gersau wurde von den «Gebrüder Camenzind und Cie.» 1846 im «Eggi» (obere Fabrik, ehemalige hintere «Bläui» = Stampfmühle) brannte 1926 nieder und wurde nicht mehr aufgebaut. 

Seefabrik und Mittlere Fabrik, Luftaufnahme von Walter Mittelholzer 1919

Die mittlere Fabrik («untere Bläui», ehemals Bläui-Mühle) der «Gebrüder Camenzind und Cie.» wurde 1860 fertiggestellt. Die beiden Fabriken wurden an eine «Gaserei» mit unterirdischen Gasrohrleitungen angeschlossen, um die Fabriksäle beleuchten zu können. Die beiden Seidenfabriken beschäftigten von 1850 bis 1875 durchschnittlich 230 Personen. Ausserdem waren noch 1400 bis 1500 Personen mit Seidenkämmen beschäftigt. Die Zahl der Spindeln in beiden Fabriken betrug 4116. Die zwei Fabriken lagen am Dorfbach und wurden mit zwei horizontalen Girard-Turbinen von Bell (Bell Nr. 35 und 36 mit je 58 PS) und Dampfmaschinen betrieben sowie mit zwei vertikalen Girard-Turbinen (Bell Nr. 37 und 49 mit 32 und 20 PS).

«Seefabrik» 1954, hinter dem Hotel «Schwert»

1861 liess Caspar Alois Camenzind die «Seefabrik» bauen, die ebenfalls vom Dorfbach betrieben wurde. 1867 musste Camenzind den Konkurs anmelden. 1872 kauften die «Gebrüder Camenzind und Cie.» die «Seefabrik», welche sie mit beiden oberen Fabriken bis Ende 1875 betrieben. Mit dem Betrieb der drei Fabriken nahm die Zahl der Niedergelassenen und Aufenthalter in Gersau stets zu, am höchsten von 1867 bis 1873.
In den frühen 1870er-Jahren liefen die Geschäfte wegen des Deutsch-Französischen Kriegs sehr schlecht, dazu kamen interne Schwierigkeiten. 1875 musste der Konkurs über alle Fabriken ausgesprochen werden. Als Folge dieser Fabrikstillegung zogen von 1870 bis 1880 etwa 500 Personen fort, davon wanderten von 1880 bis 1883 etwa 90 Personen nach Nordamerika aus.
1892 erwarben Hermann Camenzind (1854–1916) und Caspar Josef Camenzind (1851–1911) die drei Seidenfabriken und deren Zubehör aus der Konkursmasse und wagten den Neubeginn der Seidenverarbeitung in Gersau. Als Inhaber der Florettspinnerei Altdorf seit 1887 verfügten sie über die nötigen kaufmännischen und technischen Kenntnisse. 
1898 erstellte die Firma «Camenzind & Co.» ein eigenes Kraftwerk mit Wasserfassung im Teuffibach und Druckleitung von der Gillen zur damaligen mittleren Fabrik, der heutigen Fabrik im Oberdorf. Es wurde eine Hochdruck-Wasserturbine mit Generator installiert, die bis zu den 1940er Jahren Drehstrom für die Maschinen erzeugte. Der Dampfmaschinenbetrieb konnte durch elektrische Energie ersetzt werden. 1904 schied Hermann Camenzind aus der Firma aus, die nun in «Camenzind & Co.» umbenannt wurde. 1915 regte diese wegen der Milchknappheit die Gründung einer Milchgenossenschaft an, damit ihre Arbeiter bei der Genossenschaft Milch kaufen konnten.
Nach dem Tod von Caspar Josef Camenzind übernahmen dessen Söhne Josef, Ratsherr (1874–1965) und Werner, am Bach (1879–1935) 1911 die Leitung. Sie und ihre Nachfolger führten das Unternehmen durch die schwierigen Jahre der beiden Weltkriege in die Aufschwungphase nach 1945. In den Nachkriegsjahren stieg die Firma Camenzind & Co. zu einem führenden Schappeseidenunternehmen Europas mit weltweiten Beziehungen auf. 1941 entschied Mitbesitzer Walter Camenzind vom Bacheggli den gestiegenen Energiebedarf mit einer neuen, modernen Hochdruck-Pelton-Turbine von Bell Maschinenfabrik Kriens und einem Asynchronometer von BBC Baden mit kostengünstigem Drehstrom zu decken. Die Anlagen wurden im Jahr 2010 modernisiert und eine vertikale, dreidüsige Peltonturbine des Herstellers «Wasserkraft Volk AG», Gutach im Breisgau eingebaut. Durch den mit eigenen Anlagen produzierten elektrischen Strom werden jährlich rund 100 Tonnen CO2 eingespart.
Die Firma «Camenzind & Co.» meisterte die Herausforderungen der zweiten Hälfte des 20. Jahrhunderts, dank technischen Innovationen und Produktionsverlagerung ins Ausland, im Gegensatz zu anderen schweizerischen Textilunternehmen. Sie ist noch heute eine klassische Seidenspinnerei und stellt in Gersau Seidengarn und Seidenmischgarn her. Entscheidend sind die guten Handelskontakte mit China, die seit über 100 Jahren bestehen.
Die «Camenzind + Co. AG» ist heute (2021) mit der «Mittleren Fabrik» (der «Bläui») die einzige noch aktive Seidenspinnerei der Schweiz. Sie wird in der fünften Generation als Familienbetrieb geführt. «Swiss Mountain Silk» ist eine weltweit geschützte Marke für alle Schappeseidengarne und Seidenmischgarne aus dem Hause Camenzind. Alle Produkte werden in der Schweiz produziert und haben Schweizer Ursprung.